# Haploidie
Von Haploidie (altgriechisch ἁπλόος haplóos ‚einfach‘) wird gesprochen, wenn das Genom im Zellkern einer Zelle eines eukaryoten Lebewesens in einfacher Form vorliegt, jedes seiner Gene also nur in einer Variante (Allel) vorkommt.
Haploid ist beim Menschen typischerweise der Chromosomensatz im Zellkern einer Eizelle oder eines Spermiums. Bei der Befruchtung ergeben die beiden haploiden Chromosomensätze dieser Keimzellen zusammen den zweifachen Chromosomensatz der Zygote, einer diploiden Zelle.
Der haploide Chromosomensatz einer menschlichen Keimzelle besteht aus 23 unterschiedlichen Chromosomen, wovon 22 Autosomen sind und eines ein Gonosom (Geschlechtschromosom) ist. Bei der Keimzelle der Frau, der Eizelle, ist das Gonosom immer das X-Chromosom; bei der männlichen Keimzelle, dem Spermium, ist es entweder das X- oder das Y-Chromosom. Die Anzahl der Chromosomen kann bei verschiedenen biologischen Arten unterschiedlich sein, auch die Anzahl n der Chromosomen eines haploiden Chromosomensatzes. Der einfache Chromosomensatz einer haploiden Zelle wird mit 1n angegeben, der zweifache einer diploiden Zelle mit 2n, der vierfache einer tetraploiden mit 4n etc.; damit wird der Ploidiegrad im Zellkern der Zelle eines Organismus gekennzeichnet. Für die jeweilige Grundzahl an Chromosomen im einfachen Chromosomensatz einer Art wird das Formelzeichen „x“ verwendet. Beim Menschen gibt also x = 23 die Zahl an Chromosomen im euploiden einfachen Chromosomensatz einer haploiden Zelle wie den Gameten an; die gewöhnlichen (somatischen) Zellen seines Körpers sind diploid (2n), sie haben also 46 Chromosomen.
Dabei ist zu beachten, dass der Ploidiegrad einer Zelle nicht unbedingt die vorhandene Menge an DNA angibt. Denn Chromosomen können sowohl mit zwei Chromatiden wie auch in der Ein-Chromatid-Form vorliegen. Beispielsweise sind sowohl ein aus den Ursamenzellen hervorgegangener männlicher Gamet, ein sekundärer Spermatozyt, wie auch ein Spermatozoon haploid; sie haben also beide jeweils 23 unterschiedliche Chromosomen. Doch liegen im Spermatozyt die Chromosomen in der Zwei-Chromatiden-Form vor (1n; 2c), also mit doppeltem DNA-Gehalt im Vergleich zu den Ein-Chromatid-Chromosomen im reifen Spermatozoon (1n; 1c).